# خروج المغلوب

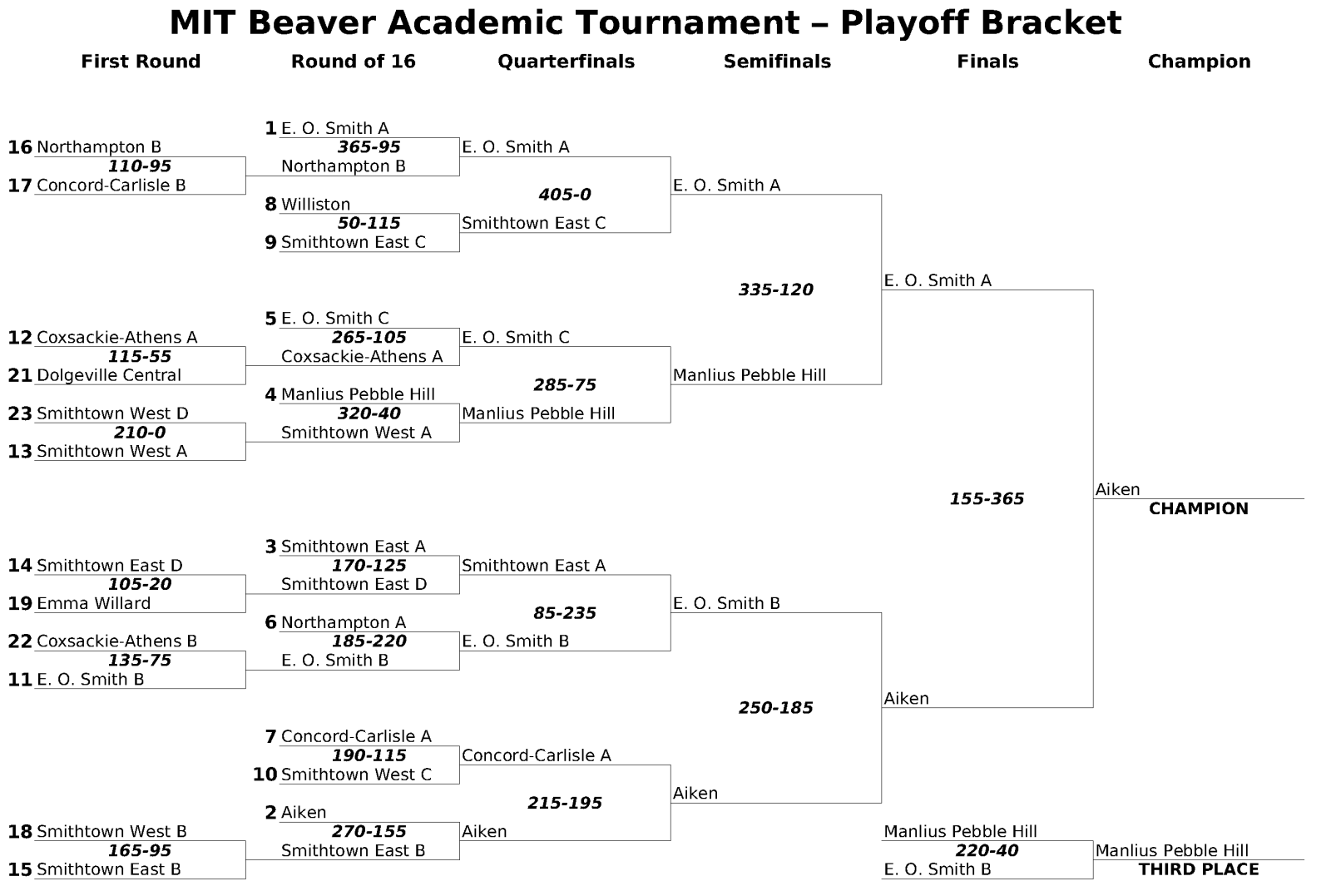
مثال عن طريقة خروج المغلوب

خروج المغلوب أو الإقصاء الفردي هو أسلوب يستعمل في المسابقات الرياضية حيث يحرم المغلوب فور خسارته المباراة من الفوز بالبطولة بينما يتأهل الرابح لمستوى أعلى. هذا لايعني بالضرورة ان المغلوب سيترك المسابقة نهائياً ففي العديد من المسابقات تكون هناك مباريات تتم بين المغلوبين انفسهم (مثل مباراة الثالث والرابع في كاس العالم لكرة القدم). هذه الطريقة ناجحة في المسابقات التي يكون فيها عدد كبير من المتنافسين.